# Sidodadi (Biru-Biru)
Sidodadi is een bestuurslaag in het regentschap Deli Serdang van de provincie Noord-Sumatra, Indonesië. Sidodadi telt 4084 inwoners (volkstelling 2010).